# Kantig hertshooi
Kantig hertshooi (Hypericum maculatum subsp. obtusiusculum, basioniem: Hypericum dubium) is een ondersoort van Hypericum maculatum. De ondersoort komt van nature voor in Eurazië.

## Determinatie
Kantig hertshooi is een vaste, kruidachtige plant. Ze bereikt een hoogte van 20–80 cm. De stengel heeft vier lijsten, die ongeveer even breed zijn. De kale bladeren hebben geen of zeer weinig doorzichtige punten. De doorzichtige puntjes zijn gevuld met etherische olie. Op de stengel en kelkbladen zitten rode en zwarte klieren.
Kantig hertshooi bloeit van juni tot september met gele bloemen. De bloeiwijze is een schroef, waarbij de takken onder een hoek van 50° afstaan. De kroonbladen zijn 1–1,6 cm lang en hebben op de onderzijde streepvormige zwarte klieren. De stompe kelkbladen zijn meer dan tweemaal zo lang als breed en hebben een fijn onregelmatig getande top.
De vrucht is een doosvrucht. Het chromosoomaantal is 2n = 16.

### Gelijkende taxa
Kantig hertshooi lijkt veel op gevlekt hertshooi (Hypericum maculatum subsp. maculatum), de andere ondersoort van Hypericum maculatum. Bij gevlekt hertshooi zijn de kelkbladen minder dan tweemaal zo lang als breed en is de top gaafrandig. De takken van de bloeiwijze staan bij gevlekt hertshooi onder een hoek van 30° af. Er komen ook overgangen voor tussen de twee ondersoorten. Daarnaast wordt kantig hertshooi veel verward met sint-janskruid, die echter puntige, smalle kelkbladen heeft.

## Ecologie
De plant komt op natte tot vochtige, eutrofe grond aan waterkanten, in grasland en lichte loofbossen voor.

## Namen in andere talen
- Duits: Stumpfblättriges Geflecktes Johanniskraut
- Engels: Imperforate St John's-wort
- Frans: Millepertuis angleux